# Michael Moellers
Michael Moellers (* 1967) ist ein deutscher Kinderbuchautor und Illustrator.

## Leben
Seine erste Publikation war das Comic „Die Spielchen des Olymp“ (2003), als inoffizieller Beitrag für Hamburgs Bewerbung als Austragungsstätte für die Olympischen Spiele 2012. Danach veröffentlichte er im Hamburg Toons Verlag 2007 sein erstes zweisprachiges Bilderbuch auf Deutsch und Englisch über den Hamburger Wasserträger Christian Daniel Hummel. Ein Jahr später folgte eine kindgerechte Aufarbeitung über Klaus Störtebeker. Er lebt und arbeitet in Hamburg.
Basierend auf seinem zweisprachigen Bilderbuch Der Wasserträger - The Water Carrier entwickelte Moellers in Zusammenarbeit mit dem Goethe-Institut, der Senatsverwaltung Berlin und dem Kultusreferat München eine multilinguale und interkulturelle Lesung, die ihre Premiere in der Akademie der Künste in Berlin am 18. September 2009 feierte. Münchner Kinder aus sechs unterschiedlichen Kulturkreisen lasen die Geschichte des Hamburger Wasserträgers Hummel in ihren jeweiligen Muttersprachen vor, während die Kinder aus Hamburg dazu die Geschichte pantomimisch darstellten und die Schüler der SESB in Berlin die Kulissen bauten und präsentierten.
Während der Erstellung seines ersten Buches entwickelte Moellers im Jahr 2006 den historischen Rundgang Hummel Tour, der informativ und unterhaltsam die Schauplätze Hamburger Kultur und Geschichte aufzeigt.
Zurzeit ist sein drittes Buch in Bearbeitung, das ebenfalls auf Deutsch und Englisch erscheint und eine unbekannte Hamburgensie erzählt.

## Werke
- Der Wasserträger – The Water Carrier. Toons Verlag, Hamburg 2007, ISBN 978-3-00-020354-1.
- Stoertebeker: Kaptain Knut Edition. Toons Verlag, Hamburg 2008, ISBN 978-3-9812199-0-6.